# Gaga: Five Foot Two
Gaga: Five Foot Two (буквален превод: Гага: Пет фута и два инча) е документален филм от 2017 година, посветен на американската певица и автор на песни Лейди Гага. Лентата проследява събитията, свързани със създаването на албума ѝ Joanne, и изпълнението ѝ на 51-вото издание на Супербоул. Продукцията е режисирана от визуалния артист и документалист Крис Мукарбел и прави своя дебют на Международния филмов фестивал в Торонто преди световната му премиера в Netflix на 22 септември 2017 г.

## Резюме
Филмът предава необработения задкулисен образ на Лейди Гага и събитията в продължение на една година от живота ѝ, през която тя подготвя петия си студиен албум. Показани са много случки, включително разговори с екипа ѝ, срещи с фенове и борбата ѝ с хроничната болка, разрастнала се във фибромиалгия. Проектът предлага и поглед към създаването на шоуто ѝ за Супербоул, превърнало се във фаворит на критиците, наред с редица други теми като ежедневието ѝ у дома, участието ѝ в Зловеща семейна история: Роаноук и кавгата ѝ с Мадона.

## Оценка от критиците
Филмовият критик Оуен Глайберман пише в своето ревю за Variety: „Гага излъчва могъща енергия; тя е силно забавна и осведомена“ и го сравнява с други документални продукции като тази на Мадона от 1990 година. Глайберман хвали режисурата на Мукарбел, коментирайки таланта му да „разчупи нещата“ с нагласата да представи сривовете на Гага, наред с милите моменти с феновете ѝ. Лесли Хелпърин от The Hollywood Reporter прави комплимент на някои сцени като например тази, в която певицата представя новия си албум на своята баба, но смята, че тя е твърде фокусирана върху това как ще изглежда пред хората.

## Участници
- Лейди Гага
- Джо Джерманота, баща
- Боби Кембъл, мениджър
- Марк Ронсън, музикален продуцент
- Флоренс Уелч, певица